# MCM10
El homólogo de proteína MCM10 es una proteína que en humanos está codificada por el gen MCM10 . Es esencial para la activación de la helicasa Cdc45: Mcm2-7 : GINS y, por lo tanto, es necesaria para la replicación adecuada del ADN.

## Función
La proteína codificada por este gen es una de las proteínas de mantenimiento de minicromosomas (MCM) altamente conservadas que participan en el inicio de la replicación del genoma eucariota. El complejo proteico formado por proteínas MCM es un componente clave del complejo de pre-replicación (pre-RC) y puede estar involucrado en la formación de horquillas de replicación y en el reclutamiento de otras proteínas relacionadas con la replicación del ADN. Esta proteína puede interactuar con MCM2 y MCM6, así como con la proteína de reconocimiento de origen ORC2. Está regulado por proteólisis y fosforilación de una manera dependiente del ciclo celular. Los estudios de una proteína similar en Xenopus sugieren que la unión a la cromatina de esta proteína al inicio de la replicación del ADN es después del ensamblaje previo al RC y antes del desenrollamiento del origen. Alternativamente, se han identificado variantes de transcripciones empalmadas que codifican distintas isoformas.

## Interacciones
Se ha demostrado que MCM10 interactúa con ORC2L .